# 何姿

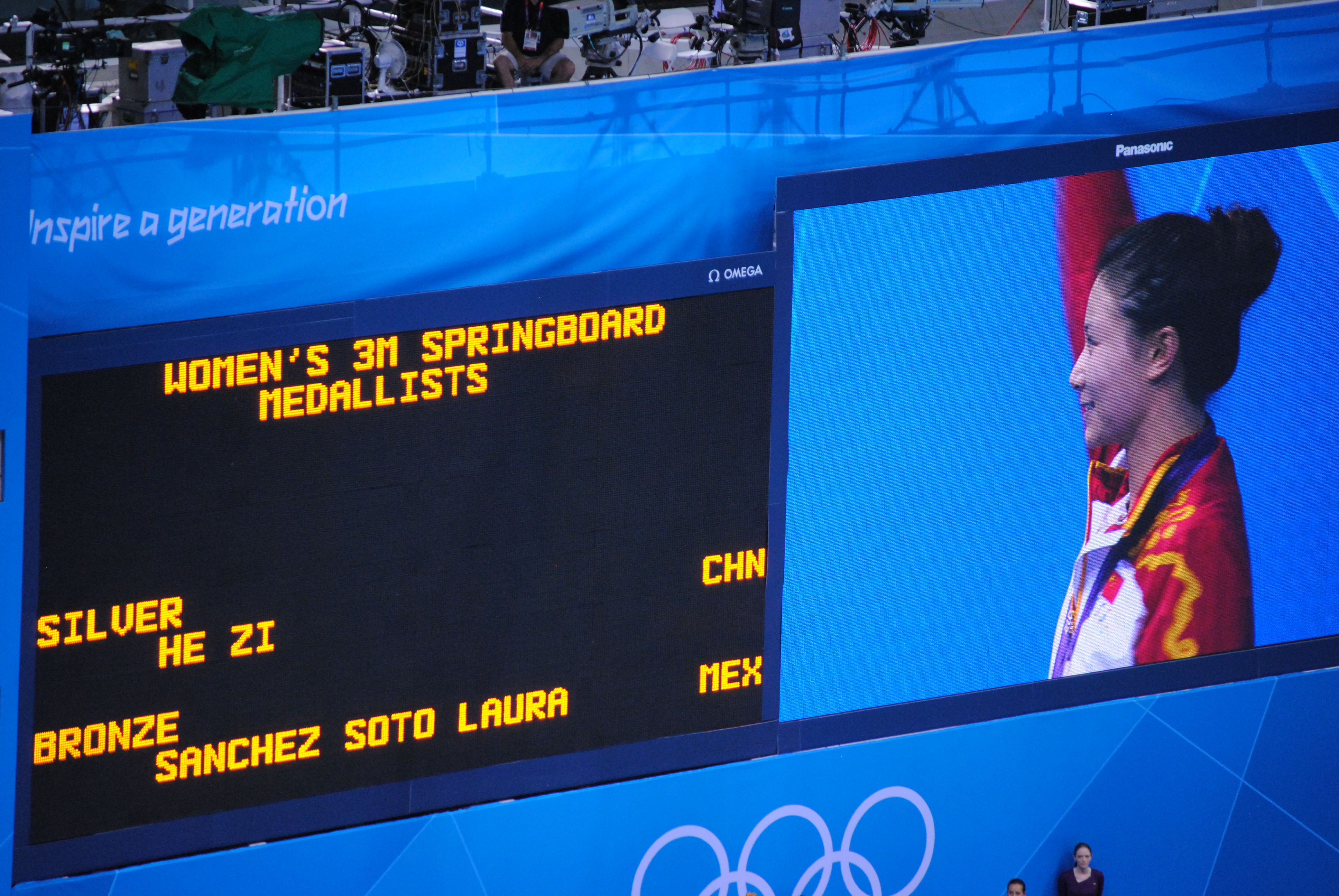
何姿在伦敦奥运会女子单人3米跳板獲得銀牌

何姿（1990年12月10日—），广西南宁人，中國女子跳水運動員，注册单位為广东深圳。其丈夫是同为跳水运动员的秦凯。

## 生涯
何姿在6歲左右開始接觸跳水，2000年进入清华跳水队。她於2002年的第十一屆全運會取得了女子跳台及跳板兩面金牌，次年於中德學生跳水對抗賽贏得一金一銀。
2004年的全國青年跳水冠軍賽中奪得金牌、2006年10月入選國家隊，同年在常熟舉行的全國錦標賽中不敵吳敏霞，但憑一個極高難度、難度分達3.5的5353B動作而取得銀牌。同年的多哈亞運中，何姿以312.30分取得了女子1米跳板與3米板的銀牌。
2007年，何姿在墨爾本第十二屆世界游泳錦標賽奪得女子個人1米彈板冠軍。同年4月，她奪得了全國冠軍賽的女子個人1米彈板第一。兩個月的世界跳水大獎賽莫斯科站中，她於女子3米板以351.70分取得亞軍，冠軍為國家隊隊友李婷。而在女子雙人3米跳板中，她與李婷壓過東道主贏得錦標。同月的西班牙跳水賽中，她與李婷奪得再次女子雙人3米跳板的金牌。
2009年，罗马世锦赛，何姿原本的参赛项目是女子1米跳板，因为她是该项目卫冕冠军；不过国家队最终决定用何姿取代吴敏霞参加女子3米跳板项目，最后何姿仅以336.65分排在第四位无缘奖牌。同年何姿於第十一屆全運會奪得 1 米跳板金牌。
2010年，何姿於2010年亞洲運動會跳水比賽奪得3米跳板金牌。
2011年7月，上海世锦赛前，曾传出何姿可能因伤无法參赛的消息，但最终顺利參赛並得到女子双人3米板金牌及女子单人3米板银牌。同年8月的深圳世界大学生运动会，何姿获得女子单人三米跳板、女子双人三米板及跳水女子团体共3面金牌。一個月後在常熟舉行的全國錦標賽以410.79分取得女子3米板的金牌，亦創下個人最佳紀錄。
2012年，何姿參加伦敦奥运会跳水比賽，赢得女子双人3米板金牌，以及单人3米板銀牌。
2013年，何姿在上半年2013年世界跳水系列賽表現出色，之後巴塞隆那游泳世锦赛的女子1米板和3米板比赛中，均夺得冠军，追平了昔日“跳水女皇”高敏于1991年创造的世锦赛女子单人“双冠王”的纪录。
2016年8月14日，在里约奥运会中获得女子三米跳板银牌，在頒獎禮結束後，队友兼男朋友秦凯上前求婚，何姿喜極而泣並且答應了。

## 主要比賽成績
只列出曾進入三甲的國際賽事成績：
| 年份   | 賽事                   | 項目        | 拍檔   | 成績   | 成績 |
| ------ | ---------------------- | ----------- | ------ | ------ | ---- |
| 2015年 | 世界跳水系列賽北京站   | 3米彈板     | －     | 372.90 | 亞軍 |
| 2015年 | 世界跳水系列賽北京站   | 混雙3米彈板 | 陈艾森 | 330.00 | 冠軍 |
| 2015年 | 世界跳水系列賽杜拜站   | 3米彈板     | －     | 377.50 | 亞軍 |
| 2015年 | 世界跳水系列賽杜拜站   | 混雙3米彈板 | 陈艾森 | 338.40 | 冠軍 |
| 2015年 | 世界跳水系列賽溫莎站   | 3米彈板     | －     | 378.90 | 冠軍 |
| 2015年 | 世界跳水系列賽溫莎站   | 女雙3米彈板 | 王涵   | 316.80 | 冠軍 |
| 2015年 | 世界跳水系列賽溫莎站   | 混雙3米彈板 | 林躍   | 323.70 | 冠軍 |
| 2016年 | 世界跳水系列賽北京站   | 3米彈板     | －     | 338.10 | 亞軍 |
| 2016年 | 世界跳水系列賽北京站   | 女雙3米彈板 | 王涵   | 330.00 | 冠軍 |
| 2016年 | 世界跳水系列賽杜拜站   | 女雙3米彈板 | 王涵   | 328.80 | 冠軍 |
| 2016年 | 世界跳水系列賽溫莎站   | 3米彈板     | －     | 401.55 | 冠軍 |
| 2016年 | 世界跳水系列賽溫莎站   | 女雙3米彈板 | 王涵   | 339.90 | 冠軍 |
| 2016年 | 世界跳水系列賽喀山站   | 3米彈板     | －     | 388.20 | 冠軍 |
| 2016年 | 世界跳水系列賽喀山站   | 女雙3米彈板 | 王涵   | 329.40 | 冠軍 |
| 2016年 | 奧林匹克運動會跳水比賽 | 3米彈板     | －     | 387.90 | 銀牌 |

## 外部連結
- 何姿的新浪微博